# Frode Rønning
Frode Rønning (Trondheim, 7 juli 1959) is een Noors voormalig schaatser. Hij was gespecialiseerd op de sprintafstanden.

## Carrière
Rønning vestigde eind jaren 70 zesmaal een wereldrecord voor junioren op de sprintafstanden. In 1978 won hij op achttienjarige leeftijd een zilveren medaille op het WK Sprint in Lake Placid. Een jaar later in Inzell kwam hij weer op het podium en nu op de derde plek. Tijdens de Olympische Winterspelen van 1980 in Lake Placid stond de Noor op de 500 meter net naast het podium met een vierde plaats, maar op de 1000 meter stond hij er wel op en won hij een bronzen medaille. In 1981 werd Rønning in Grenoble, na Per Bjørang, de tweede Noor die wereldkampioen sprint werd. Een jaar later stond Sergej Chlebnikov prolongatie van zijn titel in de weg, maar in Alkmaar werd hij nog wel derde achter de zilverenmedaillewinnaar Gaétan Boucher. Rønning bleef tot 1989 meedoen aan internationale toernooien, maar hij stond nooit meer op het podium. Tweemaal behaalde hij nog een top 10-notering en wel op de Winterspelen van 1984 (zevende op de 500 meter) en 1988 (tiende op de 500 meter).

## Records

### Persoonlijke records
| Afstand    | Tijd    | Datum            | Baan      |
| ---------- | ------- | ---------------- | --------- |
| 500 meter  | 37,31   | 14 februari 1988 | Calgary   |
| 1000 meter | 1.15,14 | 17 maart 1983    | Medeo     |
| 1500 meter | 1.59,82 | 20 januari 1980  | Inzell    |
| 3000 meter | 4.29,0  | 17 januari 1981  | Trondheim |
| 5000 meter | 8.04,01 | 25 februari 1979 | Inzell    |

### Wereldrecords
| Nr.  | Afstand                   | Tijd    | Datum           | Baan      |
| ---- | ------------------------- | ------- | --------------- | --------- |
| jr1. | 1000 meter (junioren)     | 1.22,67 | 22 januari 1977 | Trondheim |
| jr2. | 500 meter (junioren)      | 39,23   | 23 januari 1977 | Trondheim |
| jr3. | 1000 meter (junioren)     | 1.21,34 | 23 januari 1977 | Trondheim |
| jr4. | Sprintvierkamp (junioren) | 161,135 | 23 januari 1977 | Trondheim |
| jr5. | 1000 meter (junioren)     | 1.21,21 | 30 januari 1977 | Verdal    |
| jr6. | 500 meter (junioren)      | 39,00   | 24 januari 1979 | Inzell    |

#### Wereldrecords laaglandbaan (officieus)
| Nr. | Afstand   | Tijd  | Datum            | Baan     |
| --- | --------- | ----- | ---------------- | -------- |
| 1.  | 500 meter | 37,88 | 21 februari 1981 | Grenoble |

## Resultaten
| Jaar | Olympische Spelen  | WK Sprint |
| ---- | ------------------ | --------- |
| 1977 |                    | 14e       |
| 1978 |                    | Zilver    |
| 1979 |                    | Brons     |
| 1980 | 4e 500m · 1000m    | NS4       |
| 1981 |                    | Goud      |
| 1982 |                    | Brons     |
| 1983 |                    | 31e       |
| 1984 | 7e 500m 14e 1000m  | 13e       |
| 1985 |                    | 17e       |
| 1986 |                    | 14e       |
| 1987 |                    | 13e       |
| 1988 | 10e 500m 25e 1000m | 13e       |
| 1989 |                    | 21e       |

- = geen deelname
NS4 = niet gestart op de 4e afstand

### Medaillespiegel
| Kampioenschap     | Goud | Zilver | Brons |
| ----------------- | ---- | ------ | ----- |
| Olympische Spelen | 0    | 0      | 1     |
| WK Sprint         | 1    | 1      | 2     |